# Trophée du fair-play de la Major League Soccer
Le trophée du fair-play (en anglais MLS Fair Play Award), est un trophée annuel attribué depuis 1997 par la Major League Soccer. Il est attribué au joueur et à l'équipe qui commet le moins de fautes et qui reçoit le plus petit nombre de cartons jaunes et de cartons rouges au cours de la saison.

## Vainqueurs individuels
| Saison | Joueur             | Équipe                  |
| ------ | ------------------ | ----------------------- |
| 1997   | Mark Chung         | Kansas City Wizards     |
| 1998   | Thomas Dooley      | Columbus Crew           |
| 1999   | Steve Ralston      | Tampa Bay Mutiny        |
| 2000   | Steve Ralston      | Tampa Bay Mutiny        |
| 2001   | Alex Pineda Chacón | Miami Fusion            |
| 2002   | Mark Chung         | Colorado Rapids         |
| 2003   | Brian McBride      | Columbus Crew           |
| 2004   | Eddie Pope         | MetroStars              |
| 2005   | Ronald Cerritos    | San Jose Earthquakes    |
| 2006   | Chris Klein        | Real Salt Lake          |
| 2007   | Michael Parkhurst  | New England Revolution  |
| 2008   | Michael Parkhurst  | New England Revolution  |
| 2009   | Steve Ralston      | New England Revolution  |
| 2010   | Sébastien Le Toux  | Philadelphia Union      |
| 2011   | Sébastien Le Toux  | Philadelphia Union      |
| 2012   | Logan Pause        | Chicago Fire            |
| 2013   | Darlington Nagbe   | Timbers de Portland     |
| 2014   | Michael Parkhurst  | Columbus Crew           |
| 2015   | Darlington Nagbe   | Timbers de Portland     |
| 2016   | Keegan Rosenberry  | Philadelphia Union      |
| 2017   | DaMarcus Beasley   | Houston Dynamo          |
| 2018   | Valeri Kazaishvili | Earthquakes de San José |
| 2019   | Darlington Nagbe   | Atlanta United          |
| 2020   | Non attribué       | Non attribué            |
| 2021   | Dave Romney        | Nashville SC            |

## Vainqueurs collectifs
| Saison | Équipe                 |              |
| ------ | ---------------------- | ------------ |
| 1997   | Columbus Crew          |              |
| 1998   | Kansas City Wizards    |              |
| 1999   | Columbus Crew          |              |
| 2000   | Tampa Bay Mutiny       |              |
| 2001   | San Jose Earthquakes   |              |
| 2002   | Kansas City Wizards    |              |
| 2003   | New England Revolution |              |
| 2004   | Columbus Crew          |              |
| 2005   | Kansas City Wizards    |              |
| 2006   | Kansas City Wizards    |              |
| 2007   | Columbus Crew          |              |
| 2008   | New England Revolution |              |
| 2009   | Chicago Fire           |              |
| 2010   | San Jose Earthquakes   |              |
| 2011   | Portland Timbers       |              |
| 2012   | New England Revolution |              |
| 2013   | Galaxy de Los Angeles  |              |
| 2014   | Philadelphia Union     |              |
| 2015   | Philadelphia Union     |              |
| 2016   | Crew SC de Columbus    |              |
| 2017   | Sounders FC de Seattle |              |
| 2018   | Los Angeles FC         |              |
| 2019   | Toronto FC             |              |
| 2020   | Non attribué           | Non attribué |
| 2021   | Crew SC de Columbus    |              |
| 2022   | New England Revolution |              |